# Purbimodus medius
Purbimodus medius is een fossiele soort schietmot uit de familie Vitimotauliidae.